# Arytaina genistae
Arytaina genistae är en insektsart som först beskrevs av Pierre André Latreille 1804.  Arytaina genistae ingår i släktet Arytaina och familjen rundbladloppor. Arten är reproducerande i Sverige. Inga underarter finns listade i Catalogue of Life.